# Douglass Adair
Douglass Greybill Adair (Nueva York, 5 de marzo de 1912-2 de mayo de 1968) fue un historiador estadounidense especializado en historia intelectual. Es mejor conocido por su trabajo de investigación sobre la autoría de números en disputa de The Federalist Papers y sus influyentes estudios sobre la historia y la influencia del republicanismo en los Estados Unidos durante finales del siglo XVIII y principios del XIX, la era de la Ilustración. Su ensayo más famoso, "Fame and the Founding Fathers", presentó la búsqueda de la fama como una nueva motivación para comprender las acciones de los redactores.

## Biografía

### Primeros años
Nació en 1912 en Nueva York, pero creció con su familia en Birmingham y Mobile, Alabama. Asistió a la Universidad del Sur en Tennessee, donde recibió su licenciatura en literatura inglesa; Posteriormente obtuvo su maestría en la Universidad de Harvard y su doctorado. Licenciatura en Universidad Yale; obtuvo su doctorado en 1943 por su disertación, The Intellectual Origins of Jeffersonian Democracy: Republicanism, the Class Struggle, and the Virtuous Farmer. Esta disertación rechazó el determinismo económico asociado con la obra histórica altamente influyente de Charles A. Beard; El título de la disertación respondía directamente al título del libro de Beard de 1915, The Economic Origins of Jeffersonian Democracy. Adair insistió en que actores históricos como James Madison, John Adams, Thomas Jefferson y Alexander Hamilton se guiaron por su educación y su interacción creativa con ideas derivadas de la tradición intelectual atlántica en evolución. Estas ideas –en particular el conjunto de ideas, suposiciones, hábitos de pensamiento y principios interpretativos conocido como republicanismo– desempeñaron un papel crucial en el desarrollo inicial de Estados Unidos. Aunque la disertación permaneció inédita durante décadas, la lista de quienes la tomaron prestada de la biblioteca de Yale se describe como "quién es quién en la historia temprana de Estados Unidos".

### Carrera
Enseñó en la Universidad de Princeton, el College of William and Mary y la Claremont Graduate School. Desde 1944 hasta 1955, fue el espíritu líder en el lanzamiento, edición y publicación de la tercera serie de William and Mary Quarterly, que se convirtió en la revista líder en el campo de la historia temprana de Estados Unidos. Adair contribuyó con muchos artículos influyentes al Quarterly, incluido su clásico ensayo de dos partes, "La autoría de los documentos federalistas en disputa" y "El décimo federalista revisitado". También escribió muchas reseñas de libros, demostrando su dominio en el oficio de reseñar y establecer un estándar para el campo.

### Vida personal
Adair se casó con la poeta Virginia Hamilton. Por diversas razones, incluida la depresión asociada con su incapacidad para producir una monografía académica completa en su campo, Adair se suicidó en 1968.

## Legado y honores
- En 1974, sus amigos prepararon un volumen que recopilaba sus ensayos, Fame and the Founding Fathers, que W. W. Norton & Company publicó para el Institute of Early American History and Culture, con el que Adair había estado asociado durante tanto tiempo. Un trío de distinguidos especialistas en historia intelectual redactaron los ensayos recopilados en ese volumen: el editor del volumen, el historiador Trevor Colbourn, escribió la introducción; Caroline Robbins, una destacada historiadora de las ideas, contribuyó con una memoria personal de su amistad y colaboración intelectual con Adair; y Robert Shalhope presentó un ensayo que sitúa a Adair en la historiografía de la Revolución y los inicios de la República, con especial referencia al republicanismo y lo que los historiadores llamaron la "síntesis republicana". Este volumen fue reimpreso en 1998 por Liberty Fund y sigue impreso en la actualidad.[3]
- En 2000, la disertación de Adair se publicó como The Intellectual Origins of Jeffersonian Democracy: Republicanism, the Class Struggle, and the Virtuous Farmer, editado por Mark E. Yellin, con un prólogo de Joyce Appleby.[4]